# Speicher GHI

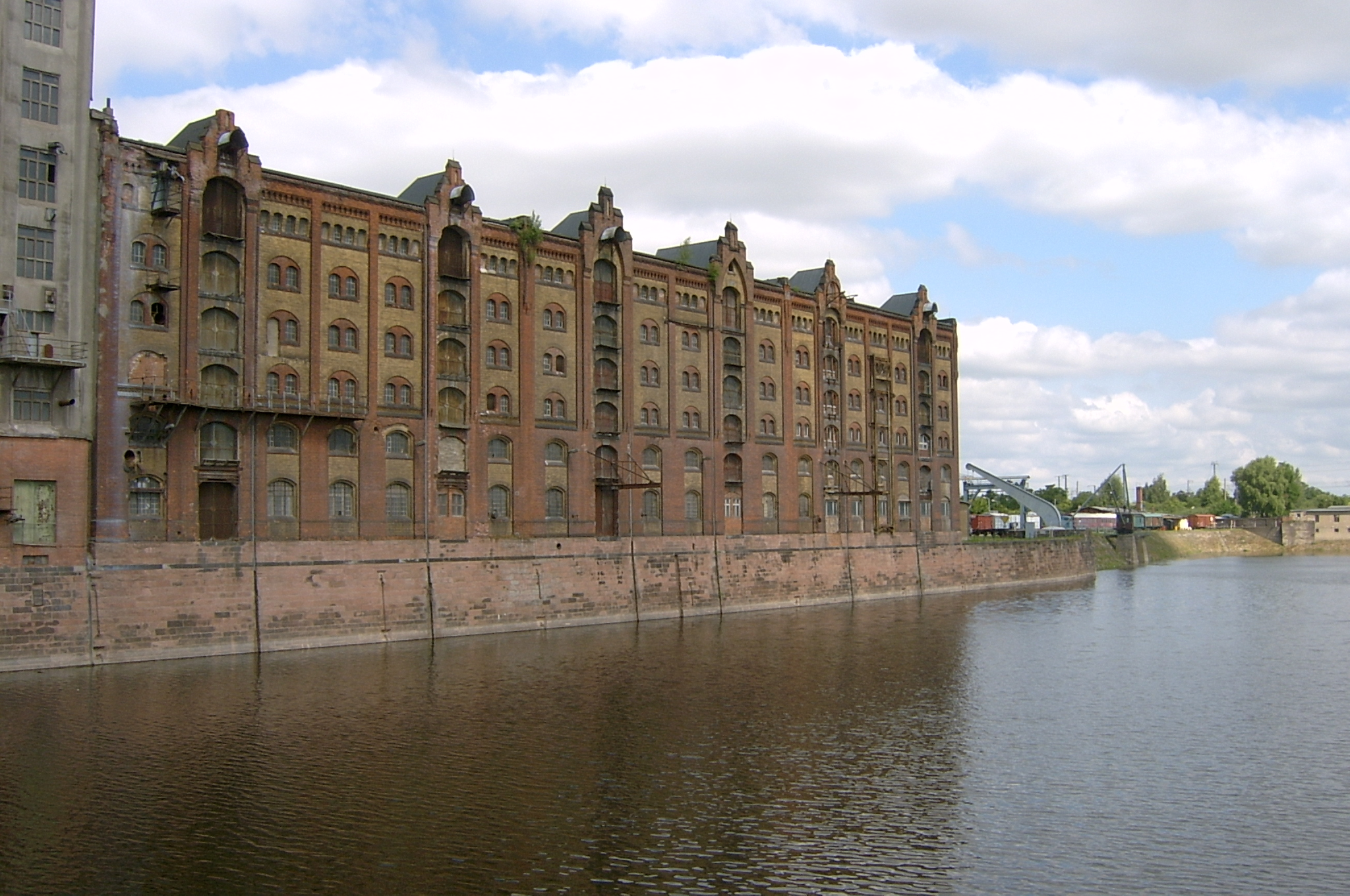
Speicherblöcke G, H und I

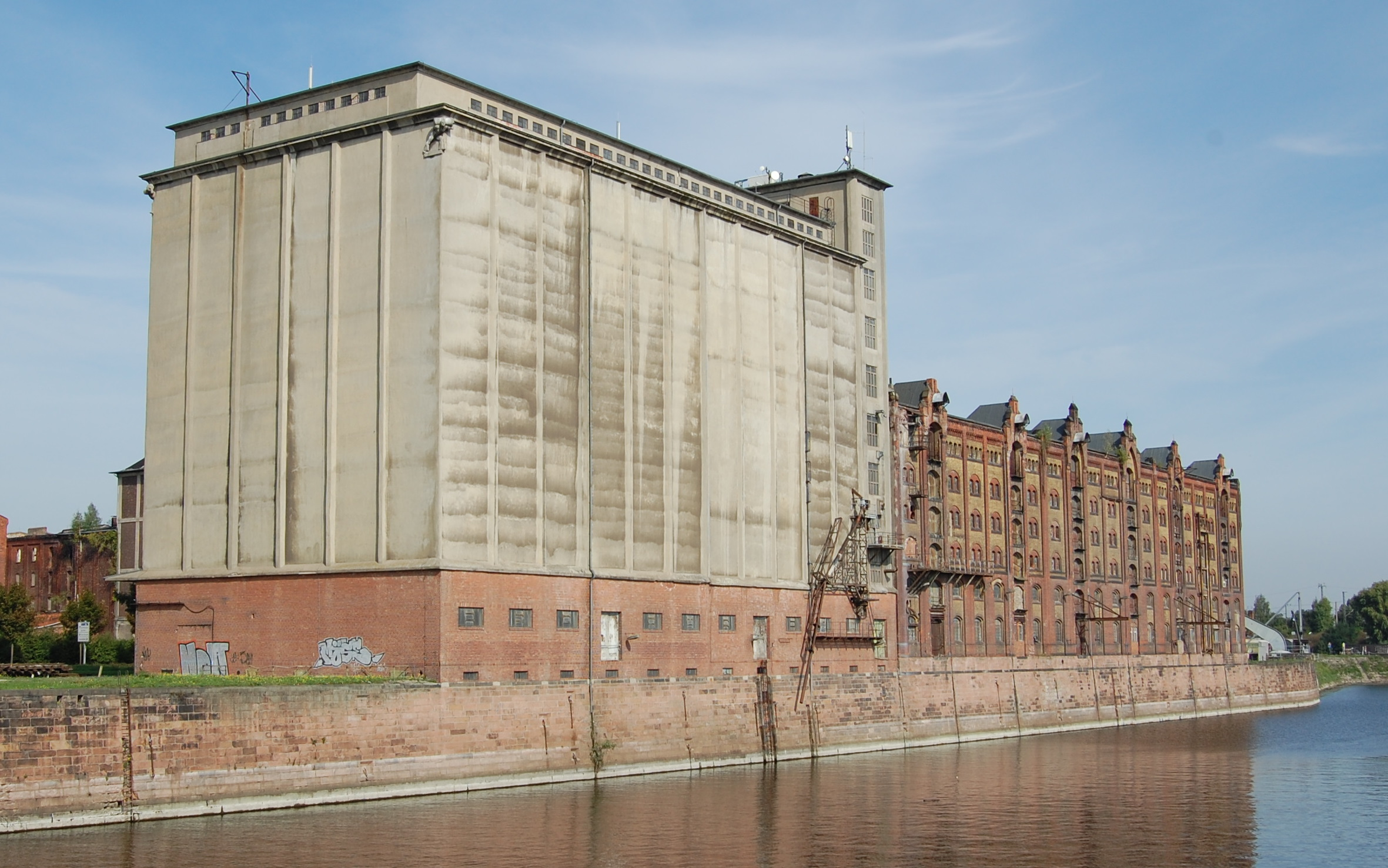
Speicherblöcke, links das 1935 bis 1938 angebaute Getreidesilo

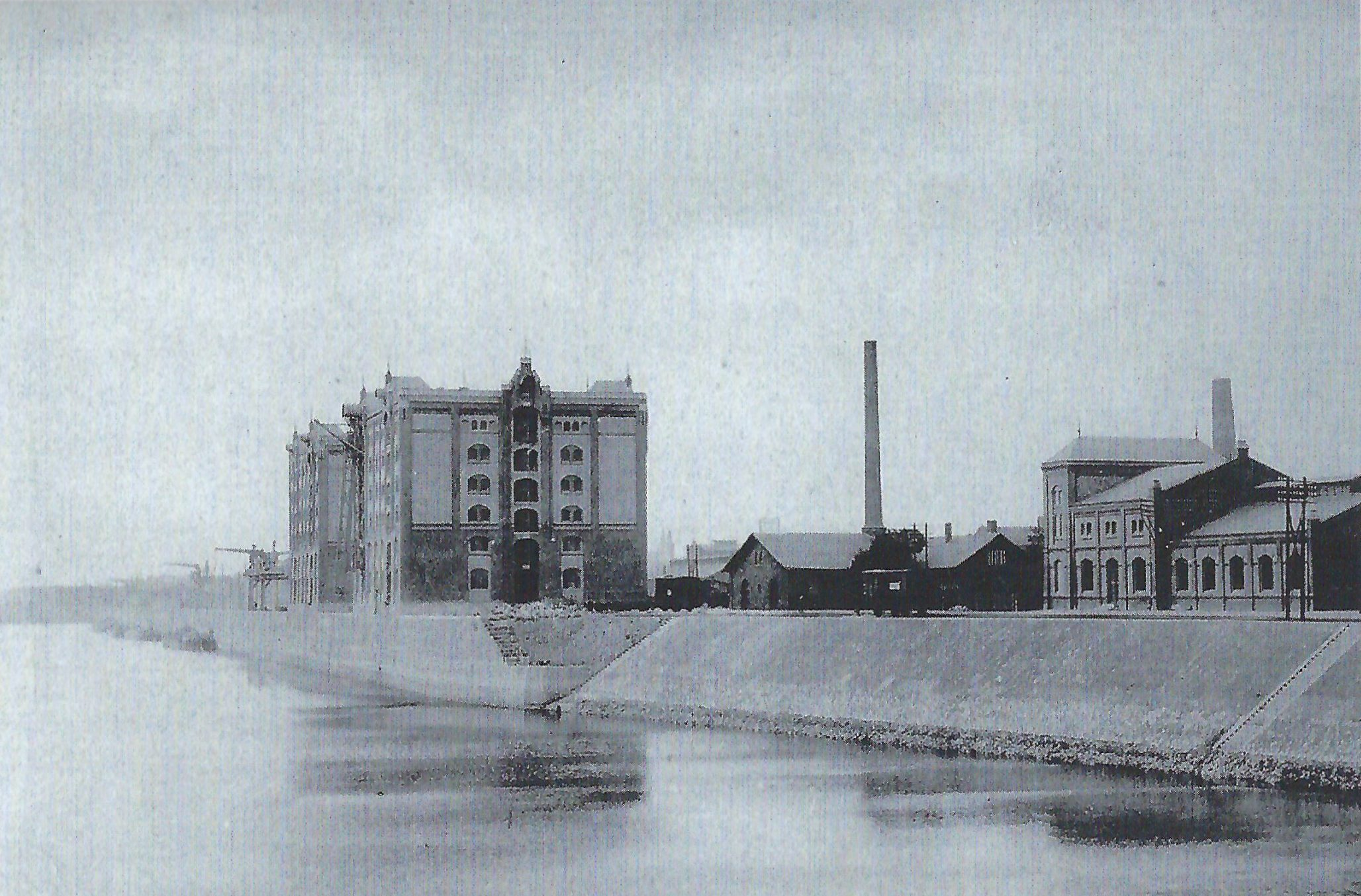
GHI-Speicher Anfang der 1890er Jahre

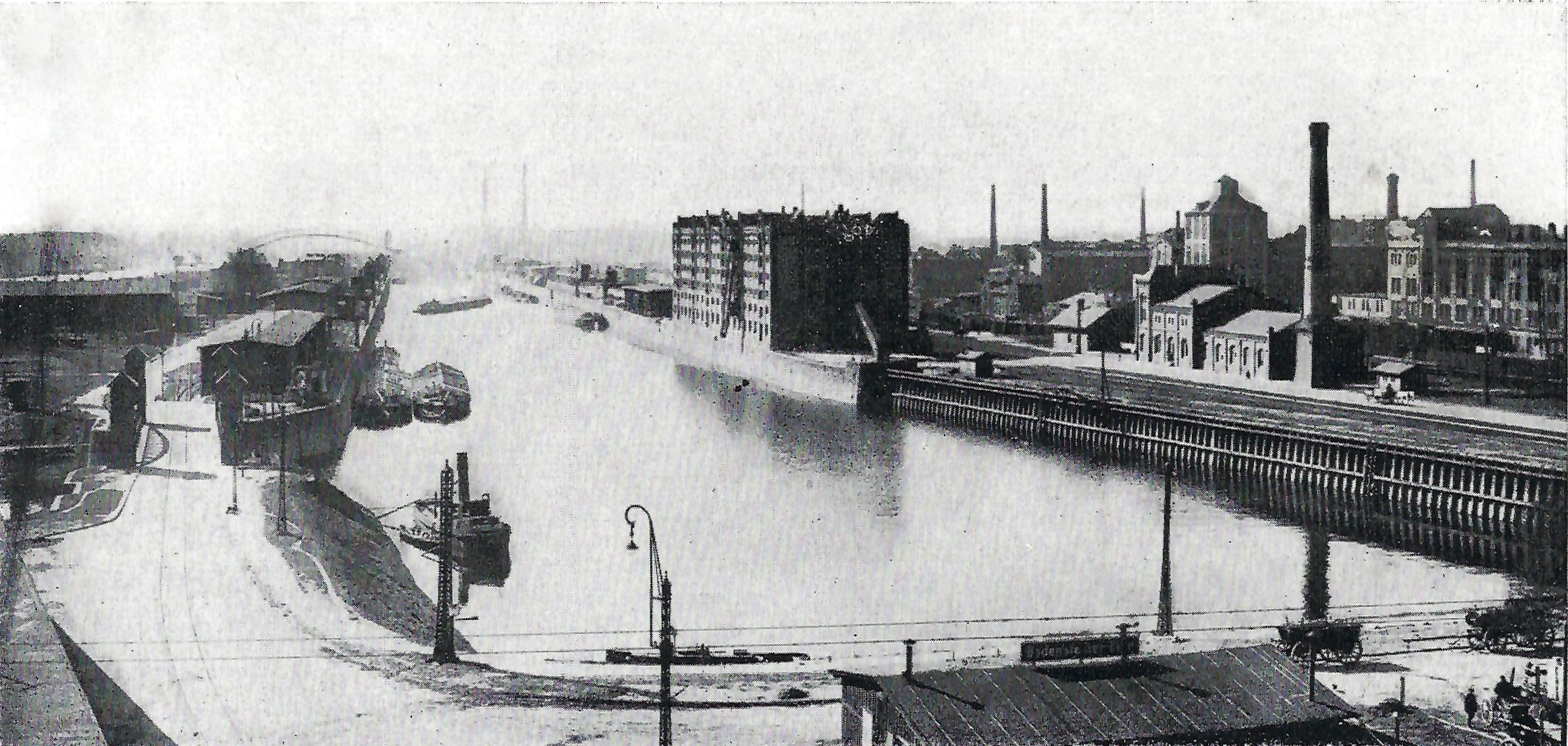
Blick von Norden auf den Handelshafen, wohl in den 1920er Jahren, rechts der Speicher GHI noch ohne Siloanbau

Der Speicher GHI ist ein denkmalgeschütztes Speichergebäude im Handelshafen Magdeburg.

## Lage
Der Speicher- und Silokomplex befindet sich östlich der Niels-Bohr-Straße auf der Westseite des Hafenbeckens im Magdeburger Stadtteil Alte Neustadt.

## Geschichte und Architektur
Der sechsgeschossige Gebäudeteil GHI umfasst den nördlichen Teil der Speicheranlage. Eine andere Darstellung benennt die Speicherblöcke als GHJ. Sie entstanden in den Jahren von 1889/1890 nach Plänen der Regierungsbaumeister Brosche und Büttner unmittelbar an der Uferkante, wobei zunächst der südliche Speicher G als Warenspeicher und dann der nördliche I als Getreidespeicher gebaut wurden. Der gleichfalls als Getreidespeicher ausgelegte Speicher H wurde sodann 1893 zwischen die anderen beiden gebaut und verfügt über ein anderes Stützenraster. Die Speicher haben eine Länge von insgesamt etwa 90 Metern, bei einer Tiefe von 24,5 Metern und einer Höhe von 21 Metern. Sie dienten zur Lagerung von gesackter Ware und Stückgut sowie auch Getreide in loser Schüttung. Die Kosten beliefen sich insgesamt auf 906.000 Reichsmark. Auf den Speicher G entfielen 266.000, auf H 229.000 und auf I 276.000 Reichsmark. Weitere 135.000 Reichsmark kostete die maschinelle Ausrüstung.
Die Errichtung direkt an der Ufermauer war nötig geworden, da der Bereich zwischen den westlich verlaufenden Bahnanlagen und dem Hafen zu schmal war, um auch noch auf der Ostseite eine Straße bzw. Gleise anzulegen. Während der nördliche Speicher I direkt auf anstehende Felsen gegründet wurde, machte sich für die Gründung des mittleren Teils H eine Gründung auf Beton zwischen Spundwänden erforderlich.
Die zweifarbige Backsteinfassade wird von jeweils paarweise angeordneten Stichbogenfenstern und farbig abgesetzten Lisenen geprägt. In den Obergeschossen befinden sich jeweils sechs Portalgiebel. Das darüber befindlichen Zwerchhaus diente zur Unterbringung der Kranaufzüge. Staffelgiebel bilden den Abschluss der Aufzugsbereiche. Bedeckt werden die Blöcke von einem Walmdach. Obwohl die einzelnen Speicher im Inneren über unterschiedliche Geschosshöhen und Stützraster verfügen, stellt sich die Fassade als einheitlich dar. Die Erdgeschosse sind etwa vier Meter, die vier Obergeschosse drei und die Dachgeschosse vier bzw. fünf Meter hoch. Die Tragwerkskonstruktion besteht aus einem genieteten Stahlskelett, das dann von massiven Wänden ummantelt wurde. Das Stützenraster ist mit 4,25 mal 4,5 Metern annähernd quadratisch. Die Stützen ziehen sich durch sämtliche Geschosses. Die Böden der einzelnen Etagen werden durch mit doppelter Holzdielung versehenen Holzbalken gebildet und die möglichen Traglasten wurden auf 1500 Kilogramm je Quadratmeter ausgelegt. Die doppelte Dielung besteht je 25 Millimeter starken Kiefernholz und wurde so ausgeführt, dass bei Verschleiß des oberen Belags, dieser jeweils kostengünstig ausgetauscht werden konnte, zugleich jedoch durch eine jeweilige Überdeckung der Fugen der beiden Schichten ein dichter Abschluss gesichert war. Pro Geschoss und Speicher ergibt sich eine Bruttofläche von 650 m², von denen 600 m² für Lagerzwecke genutzt werden konnten. Es entstand pro Speichereinheit eine Nutzfläche von 3600 m², insgesamt somit 10800 m². Die gesamte Anlage konnte etwa 8000 bis 10000 Tonnen Schwergetreide fassen. Die Nutzung als Getreidelager wurde ca. Ende der 1980er Jahre eingestellt, da Belegung und Räumung sowohl technisch als auch personell einen hohen Aufwand erforderten.
Eine Unterkellerung besteht nicht, jedoch sind dort Gänge zur Aufnahme von Transportbändern vorhanden.
Die Speicher erhielten diverse Fördereinrichtungen. So wurde in den Speicher I ein Schiffselevator mit einer Förderleistung von bis zu 40 Tonnen je Stunde eingebaut, der eine Höhe von 16,5 Meter überwand. Darüber hinaus bestand dort mit gleicher Leistungsfähigkeit ein Annahmeelevator für einen Höhenunterschied von 25 Metern, ein Umstechelevator, ein hydraulisch betriebener Aufzug und im Dachgeschoss für die Reinigungsmaschinen ein Hilfselevator. Sowohl in den Kellergängen als auch im Dachgeschoss wurden Quer- und Längsförderbänder installiert. Außerdem bestanden Fallrohre und ein Teleskoprohr, mit aus dem zweiten Geschoss heraus direkt in Schiffe verladen werden konnte. Zudem bestanden drei Reinigungsmaschinen und eine Entstaubungsanlage. Der Speicher I verfügte auch über eine automatische Waage, die 40 Tonnen je Stunde bewältigen konnte und mehrere fahrbare automatische Absackwaagen. An der Fassaden wurden Winden befestigt, mit denen die Ladeluken der Stockwerke erreicht werden konnten.
Mit der Fertigstellung des Speichers H wurden dann die Transportbänder des Speichers I dorthin verlängert. Der Warenspeicher G verfügte neben einem hydraulischen Aufzug auch über vier hydraulische Winden.
Die Aufzüge wurden später entfernt und die Winden auf elektrischen Antrieb umgestellt. Der Speicher I erhielt eine umfangreich aufgebaute Gerstenreinigungsanlage mit Elevator, Reinigungseinrichtungen und eigener automatischen Waage. Änderungen ergaben sich auch für Speicher H. Dort wurde eine pneumatisch betriebene Förderanlage samt Nebeneinrichtungen eingebaut. Sie konnte bis zu 35 Tonnen in der Stunde bewegen und diente sowohl zur Entladung von Schiffen und Landfahrzeugen als auch zum Absaugen von losem Getreide aus den verschiedenen Etagen der Speicher H und I.
Speicher G wurde nachträglich mit einer hölzernen Sackrutsche ausgestattet. In der Zeit nach dem Ersten Weltkrieg wurden acht Suka-Belüftungs-Silozellen eingebaut, die jeweils eine Kapazität von 35 Tonnen hatten. Im Frühjahr 1933 wurden die Zellen zur Areginal-Begasung umgebaut. Es handelte sich um die erste Anlage dieser Art in einem öffentlichen Betrieb. Im Laufe der Zeit ging der Lagerbedarf für Zollgut erheblich zurück, so dass der dafür weitgehend vorgesehene Speicher G 1935 in die Planungen für die Neuerrichtung einer Siloanlage einbezogen wurde. Die Kosten für die damit im Speicher G einhergehenden Umbauten beliefen sich auf 64.000 Reichsmark.

### Neubau Siloanlage ab 1935

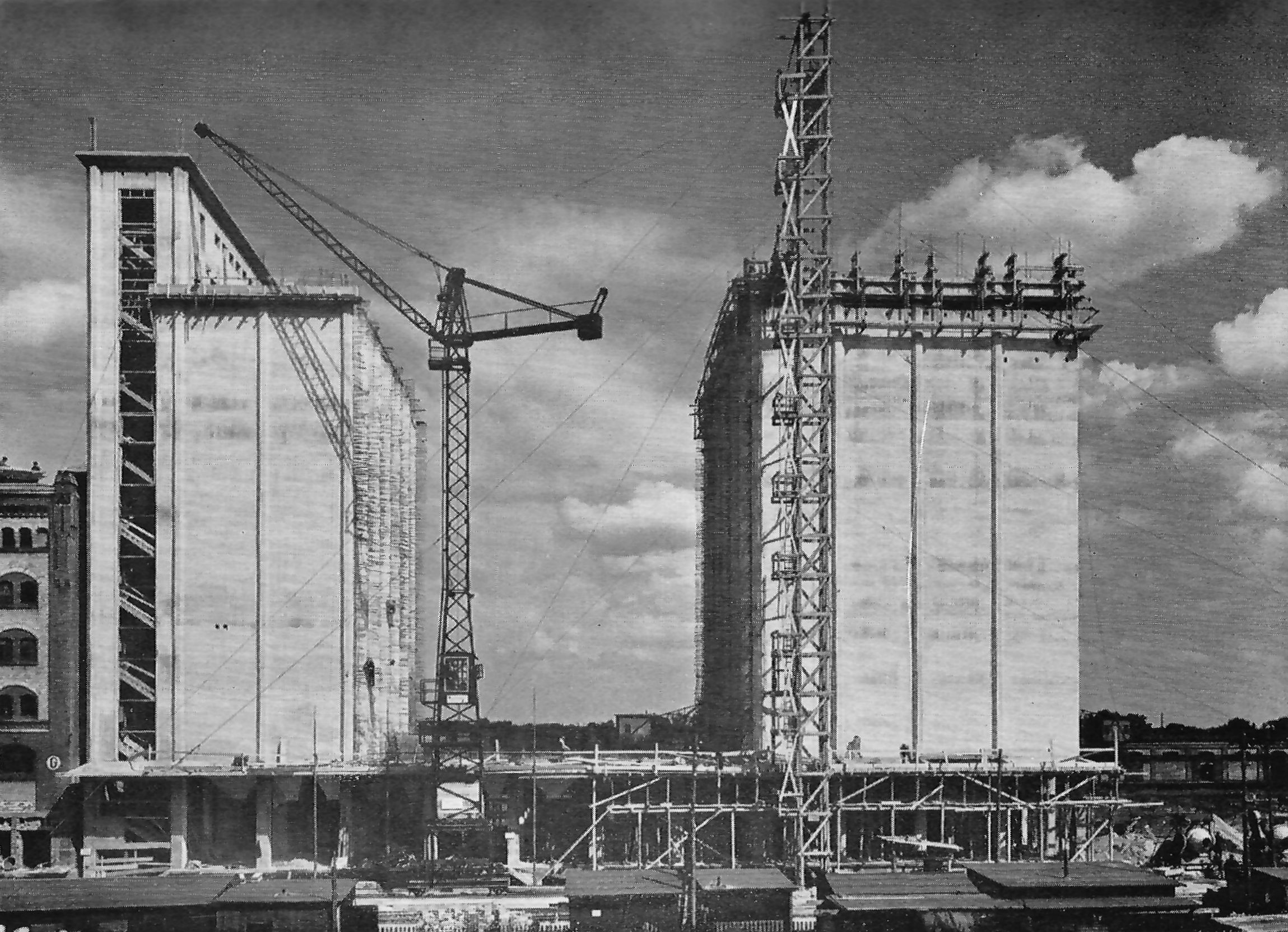
Blick von Westen im Jahr 1936, der südliche Teil ist noch im Bau, der mittlere fehlt noch

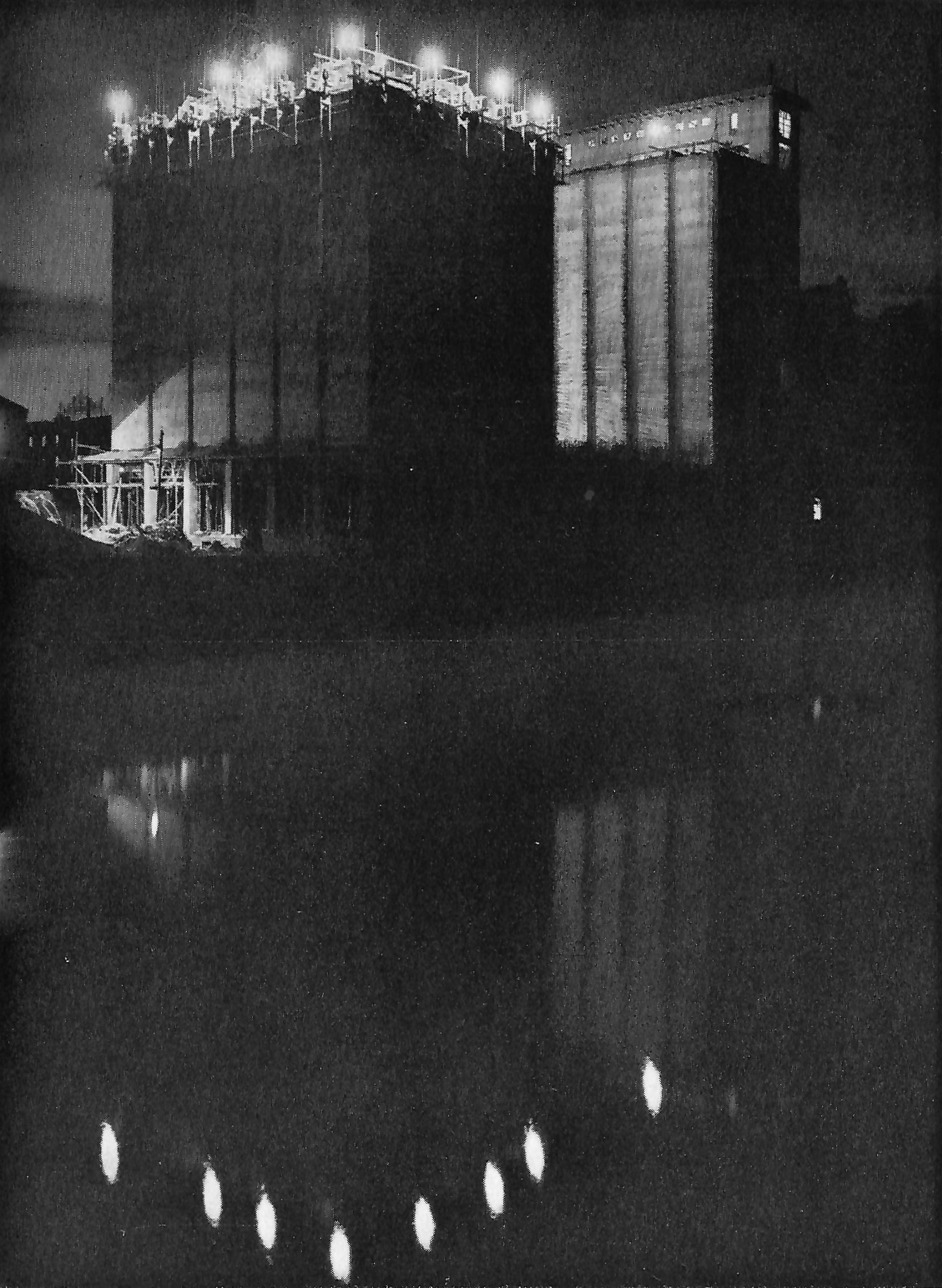
Baustelle 1936 bei Nacht

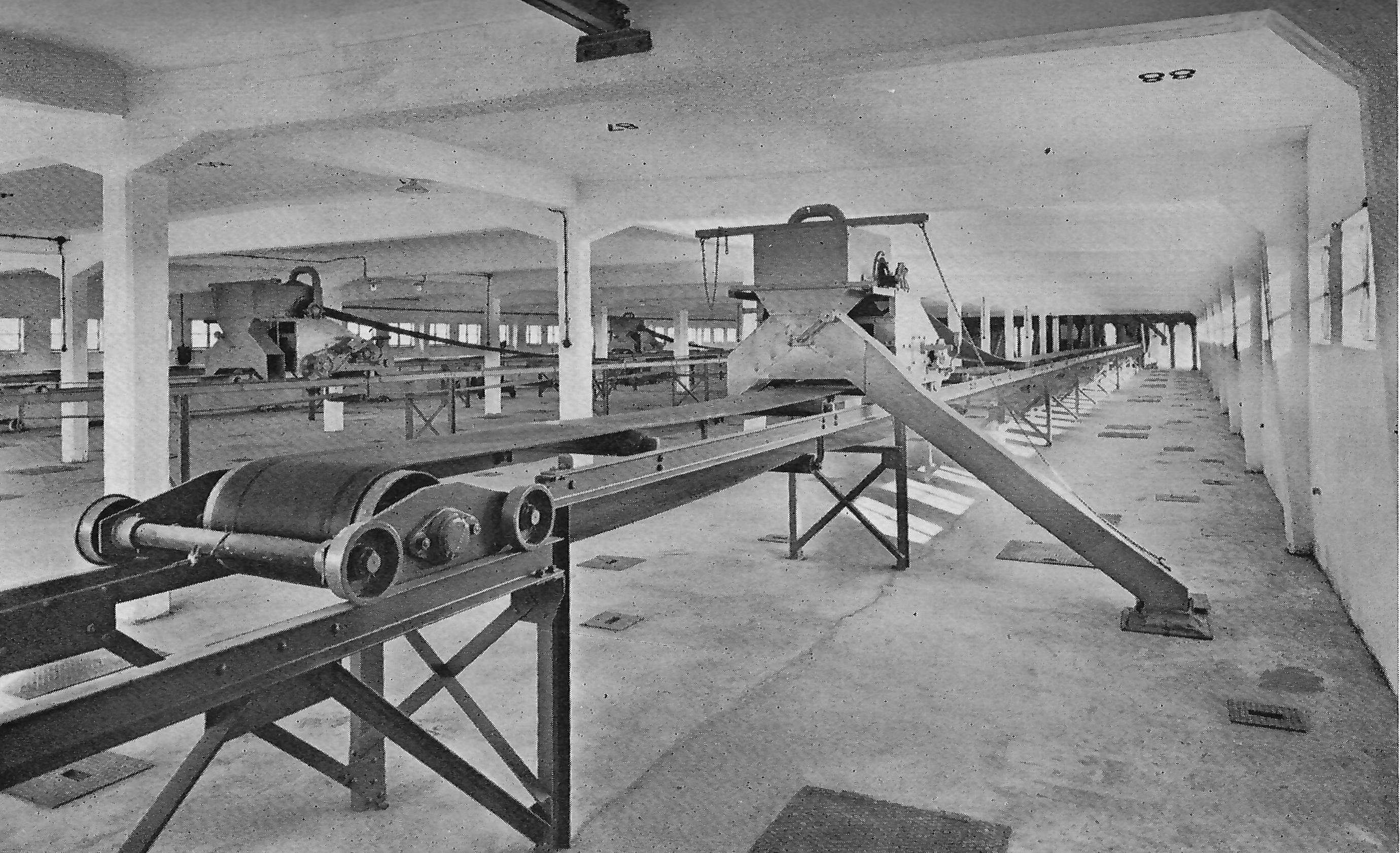
Transportbänder im Silo in den 1930er Jahren

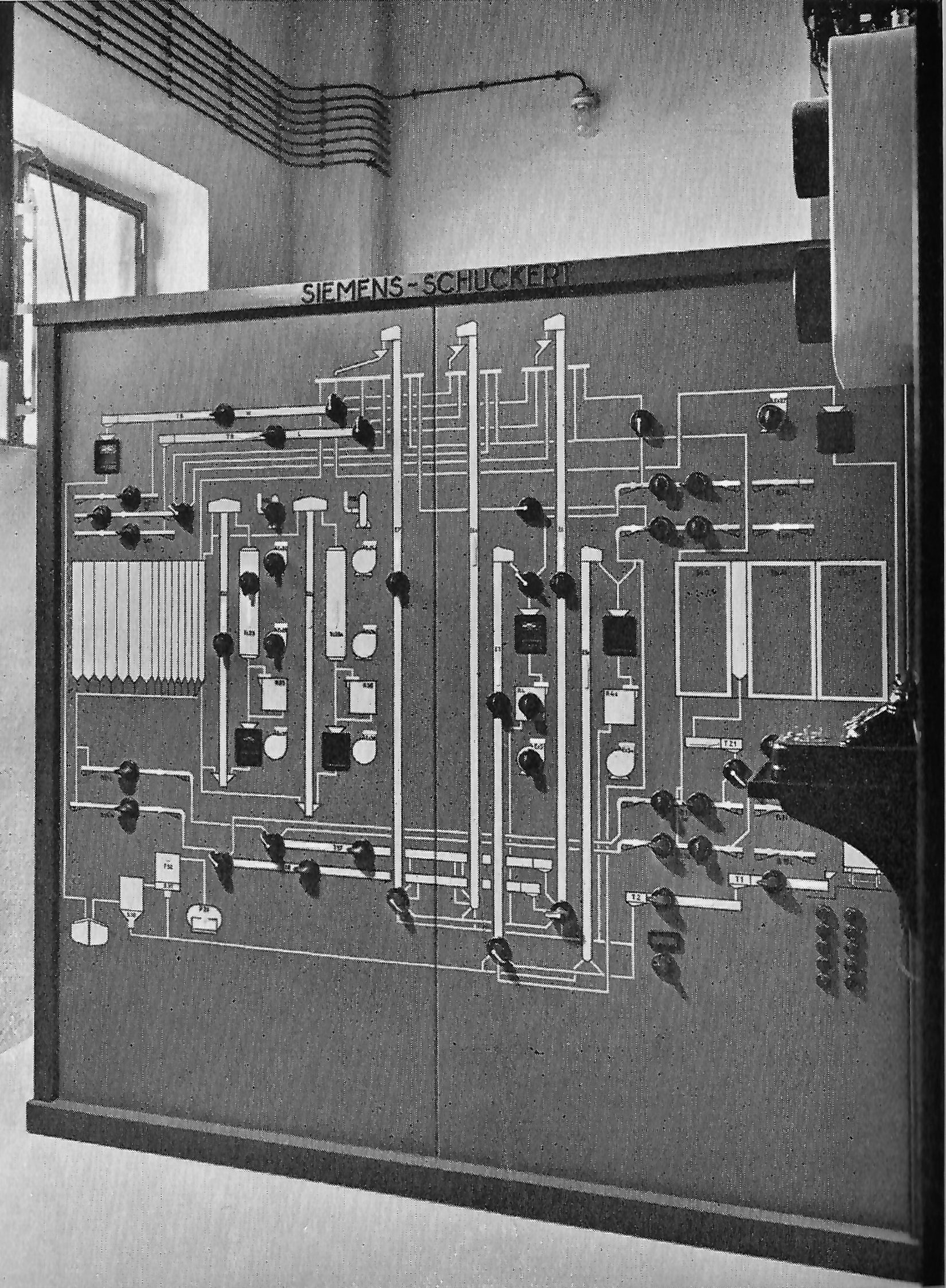
Leuchtschaltbild

An der Südseite entstand 1935 bis 1938 nach Plänen des Architekten Scheibe unter der Leitung von Adolf Holzapfel ein Getreidesilo aus Stahlbeton, aktuell als „Silo West“ bezeichnet. Die Kosten beliefen sich auf 1.135.000 Reichsmark, wovon 235.000 Reichsmark auf die technische Ausrüstung entfielen. Auch hier bestanden drei Bauabschnitte. Zunächst entstand der nördliche und dann der südliche Teil. Letztlich wurden dann diese beiden Bauabschnitte durch die Errichtung des mittleren verbunden. Diese versetzte Bauform ermöglichte Materialeinsparungen bei der genutzten Schalung und diente zur Schaffung einer Dehnungsfuge. Vor allem sollten dadurch jedoch Quellungen der Schalung kompensiert werden, die zu Abweichungen in der Lotrechten hätten führen können.

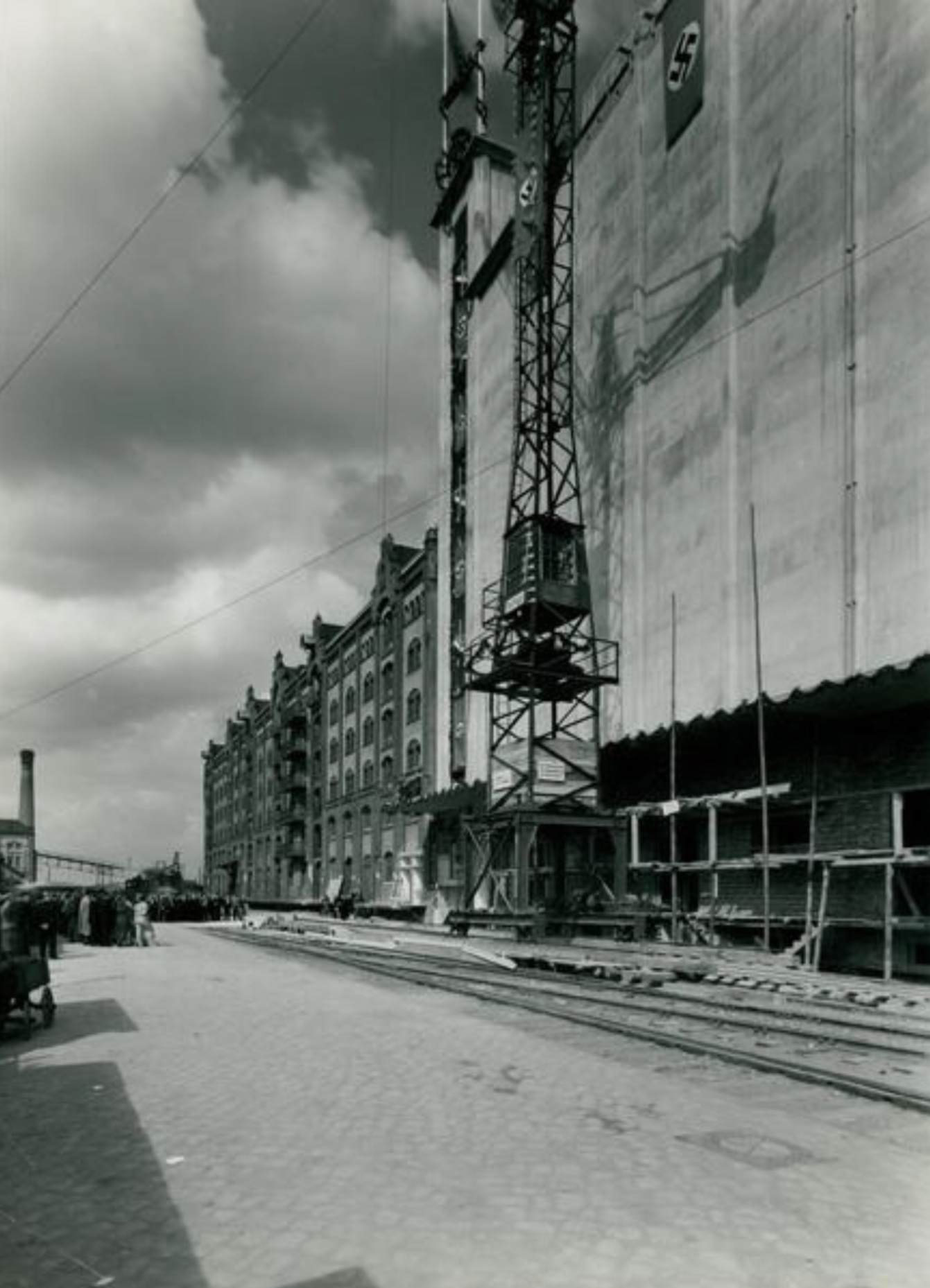
Richtfest am 4. Juli 1936

Die Arbeiten begannen im Oktober 1935 zunächst mit dem Abriss des dort befindlichen Holzschuppens F. Durch Rammarbeiten wurden 350 Frankipfähle mit einem Durchmesser von jeweils 0,6 Metern gesetzt, die bis auf in Höhe der Hafensohle anstehenden Fels aufsetzen. Auf den Pfählen und der Ufermauer ruht eine 0,9 Meter mächtige Stahlbetonplatte. In der Platte wurden 110 Tonnen Istegstahl verbaut. Nach Durchführung von Rammarbeiten wurde zunächst der nördliche Teil des Silos und das zwischen Silo und Speicher G befindliche schmale Maschinenhaus durch eine Gleitschalung errichtet. Der tägliche Arbeitsfortschritt umfasste etwa einen Höhengewinn von 1,60 Metern. Die Umfassungswände des Silos haben eine Stärke von 15 Zentimetern, die Innenwände von etwa 12 Zentimetern. Im Juni 1936 begann die Aufstellung der Maschinen im Maschinenhaus, während zugleich die Arbeiten an den Silos weiter gingen. Das Richtfest wurde am 4. Juli gefeiert. Im Oktober 1936 war die Anlage im Wesentlichen fertiggestellt und wurde in Betrieb genommen.
Der 33 Meter hohe Silobau ist 54 Meter lang und 25 Meter breit. Das Maschinenhaus umfasst zehn Geschosse und erreicht eine Höhe von 39 Metern. Es verfügt im Inneren über Stahlträger, auf die Platten aus Stahlbeton aufgelegt wurden. Im Falle späterer Veränderungedbedarfe sollte so ein einfacher Umbau ermöglicht werden. Insgesamt entstand ein umbauter Raum von 52000 m³ und wurden 7600 m³ Beton sowie 850 Tonnen Rundeisen verbaut. Der gesamte Bau ist, bis auf das Sockelmauerwerk aus Stahlbeton errichtet. Im Silo entstanden 96 Zellen unterschiedlicher Größe, die insgesamt 20.000 Tonnen fassen können. 42 der Zellen können 300 Tonnen, 36 jeweils 145 Tonnen und 16 Zellen 70 Tonnen. Zwei Zellen dienten als Beladezellen. Das Eigengewicht des Baus umfasst 20.000 Tonnen, so dass die Fundamente bei einer vollen Beladung für 40.000 Tonnen ausgelegt werden mussten.
Die Anlage verfügt über einen Keller mit Pilzdecke, die freien Belastung mit 1800 Kilogramm je m² ausgelegt ist. Darüber hinaus wurden Luftschutzräume eingerichtet, deren Traglast mit 3000 Kilogramm je m² bemessen wurde.
Die Fassade wurde mit Fluat behandelt und erhielt einen doppelten Schlämmanstrich mit Tricosal S III. Die Lisenen wurden durch eine dunklere Farbgebung betont. Auf der Innenseite wurden die frisch erstellten Wände nur mit einer Filzscheibe aufgerieben und blieben im Übrigen unbehandelt und unverputzt.
Die technische Einrichtung ermöglichte Ent-/Beladungen von Schiff und Eisenbahnwaggon und die Einlagerung entweder im neuen Silo oder dem nördlich angrenzenden Speicher GHI sowie Umlagerungen. Zugleich konnte Getreide getrocknet und begast werden und Absackungen für die Verladungen auf Waggons erfolgen. Eingerichtet wurden auch Entstaubungsanlagen und zunächst eine, später zwei, elektrische Bohrsonden, mit denen Getreideproben aus beliebigen Tiefen entnommen werden konnten, um Geruch, Feuchtigkeit und Temperatur zu überprüfen. Außerdem entstand eine Silo-Einsteigwinde, um die Silozellen befahren zu können. Die Fahrstuhlanlage umfasste neun Stockwerke. Neben einer Notbeleuchtung bestand auch eine Feuerlöschanlage. Die elektrische Schaltwarte wurde mit einem Leuchtschaltbild ausgerüstet.

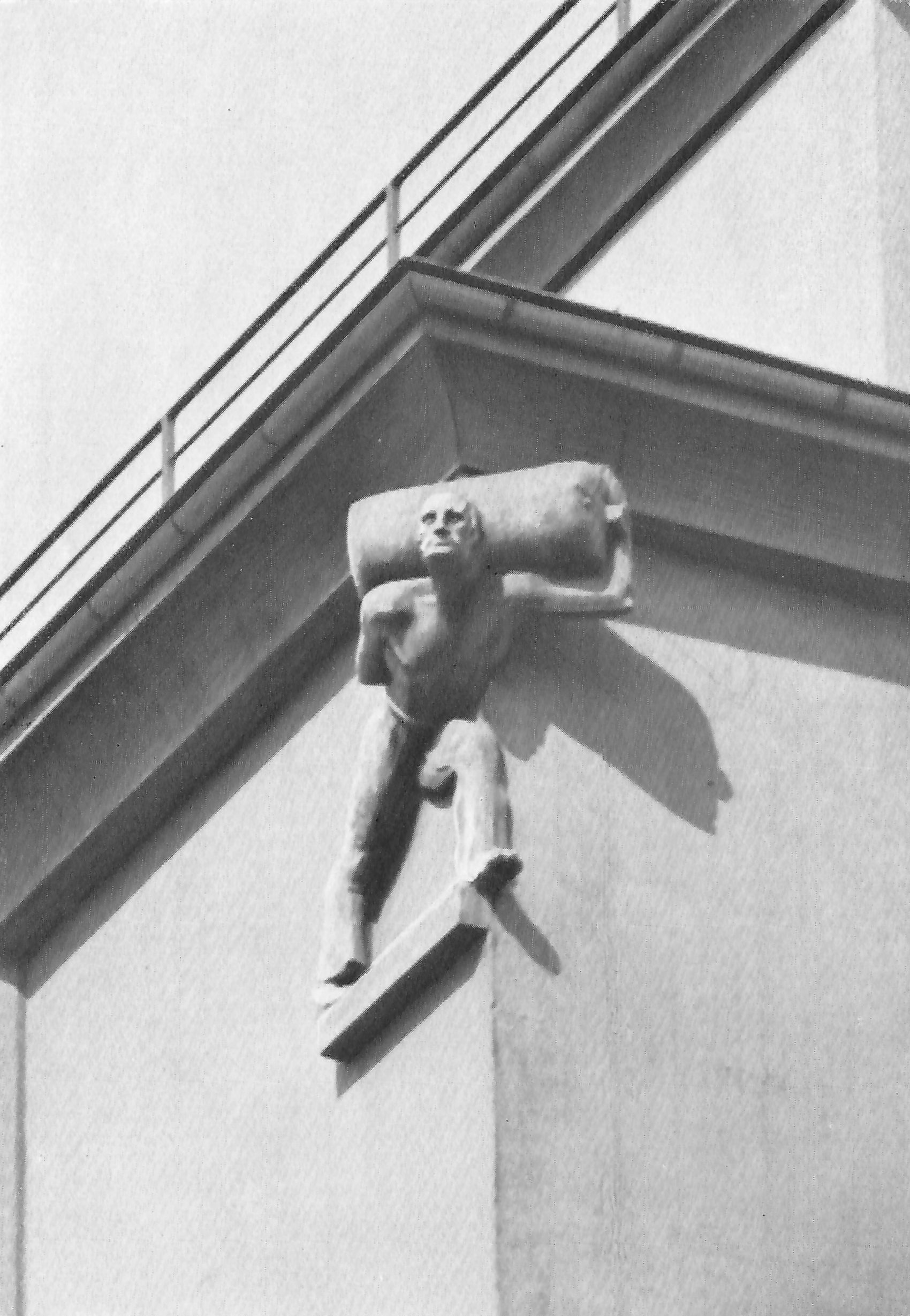
Figur an der Südostecke

Schon nach kurzer Zeit zeigte sich, dass die Kapazität der maschinellen Ausstattung nicht dem Fassungsvermögen der Anlage entsprach. Um dem stoßweisen Bedarf besser abwickeln zu können, wurden daher bereits 1937 die Kapazität der Förderanlagen ausgebaut. Zugleich wurde in der Trocknungsanlage die Zahl der Vorratszellen erhöht und eine besondere Verladeanlage für loses Getreide eingerichtet.
An der Traufe der Südost- und Südwestecke befindet sich jeweils die Figur eines Sackträgers.
Im örtlichen Denkmalverzeichnis ist der Speicher unter der Erfassungsnummer 094 703330070 als Teil des Handelshafens als Baudenkmal verzeichnet. Zuvor bestand eine Eintragung als einzelnes Baudenkmal unter der Erfassungsnummer 094 76695.